# تلورو اسید
تلورو اسید (به انگلیسی: Tellurous acid) با فرمول شیمیایی H۲TeO۳ یک ترکیب شیمیایی با شناسه پاب‌کم ۲۴۹۳۶ است. که جرم مولی آن ۱۷۷٫۶۱۶ g/mol می‌باشد.